# Klara Muhle
Klara Muhle (* 27. Januar 1990 in Düren) ist eine ehemalige deutsche Fußballspielerin und heutige -trainerin.

## Leben

### Fußballkarriere

#### Im Verein
Muhle begann ihre Fußballerlaufbahn bei Viktoria Birkesdorf und wechselte später zum Frauenfußball beim Verbandsligisten FC Mausauel-Nideggen. Bis zur B-Jugend hütete sie mit einer Sondergenehmigung das Tor bei Viktoria Arnoldsweiler im Dürener Stadtteil Arnoldsweiler, wo auch der Bundesligaspieler Christoph Moritz seine Karriere begann. Sie wurde mit ihrer Mannschaft mehrfach Kreismeister. Erste Erfahrungen in der Bundesliga sammelte sie beim FFC Brauweiler Pulheim, für den sie am 20. Mai und 10. Juni 2007 noch zu zwei Einsätzen kam, bevor der Verein in die Zweitklassigkeit abstieg. Nachdem sie in der Saison 2008/09 in vier Partien für den Zweitligisten SG Wattenscheid 09 zwischen den Pfosten stand, unterschrieb sie zur Spielzeit 2009/10 ein Vertrag beim 1. FC Köln, den sie allerdings kurz darauf wieder auflöste und im Kreis Düren beim Kreisligisten TSV Stockheim als Feldspielerin spielte.
Nach nur einem halben Jahr wurde sie 2010 vom FF USV Jena verpflichtet. Am letzten Spieltag der Saison 2011/12 gab sie ihr Debüt in der Bundesligamannschaft des USV. Es folgten sieben weitere Einsätze, bevor sie am 8. Juni 2014 – in ihrer letzten Partie für Jena – ihr erstes Tor, per Elfmeter gegen die TSG 1899 Hoffenheim, erzielte. Vor der Partie wurde die Torhüterin beim FF USV Jena verabschiedet und verließ den Verein und beendete ihre aktive Karriere.

#### International
Muhle bestritt zwischen 2006 und 2007 insgesamt fünf Partien für die U-17-Nationalmannschaft und stand 2009 zweimal für die U-23-Nationalmannschaft im Tor.

### Trainer-Karriere
Im Sommer 2016 kehrte sie ins Paradies zurück und wurde Co-Trainerin der U-17 vom FF USV Jena.

### Erfolge
- 2014: deutsche Hochschulmeisterschaft

### Privates
Muhle studiert an der Friedrich-Schiller-Universität Jena Geschichte und Englisch auf Lehramt. Zudem promoviert Muhle an der Friedrich-Schiller-Universität Jena. Am 18. Juni 2014 konnte Muhle sich mit einer Mannschaft bestehend aus Studentinnen der Friedrich-Schiller-Universität Jena und der Ernst-Abbe-Fachhochschule Jena, die deutsche Hochschulmeisterschaft im Fußball sichern und erzielte dabei ein Tor.